# Amerikai vörösfenyő
Az amerikai vörösfenyő (Larix laricina) a fenyőalakúak (Pinales) vörösfenyő (Larix) nemzetségének egyik faja.

## Elterjedése, élőhelye
Észak-Amerika erdők, mocsarak. Kistobozú fenyőnek is nevezik.Kanadában és az USA északi területein nagyon elterjedt, egészen az Északi-sarkvidékig felhatol.

## Leírása
Karcsú, kúpos, 20 m-es lombhullató fenyő.
Kérge rózsaszínes, vörösesbarna, pikkelyes.
Levelei tűszerűek, lágyak, 3 cm hosszúak. Kékeszöldek, ősszel sárgára színeződnek. A vezérhajtásokon magánosan, a törpehajtásokon tömött csomókban állnak.
Virágzatok tavasszal nyílnak. A pórzósak sárgák, lecsüngők, a termősek vörösek felállók.
Termése toboz, tojásdad, 2 cm hosszú felálló, barna. Kevés, egyenes tobozpikkelyből áll.Az apró tobozokat kevés pikkely borítja.

## Képek

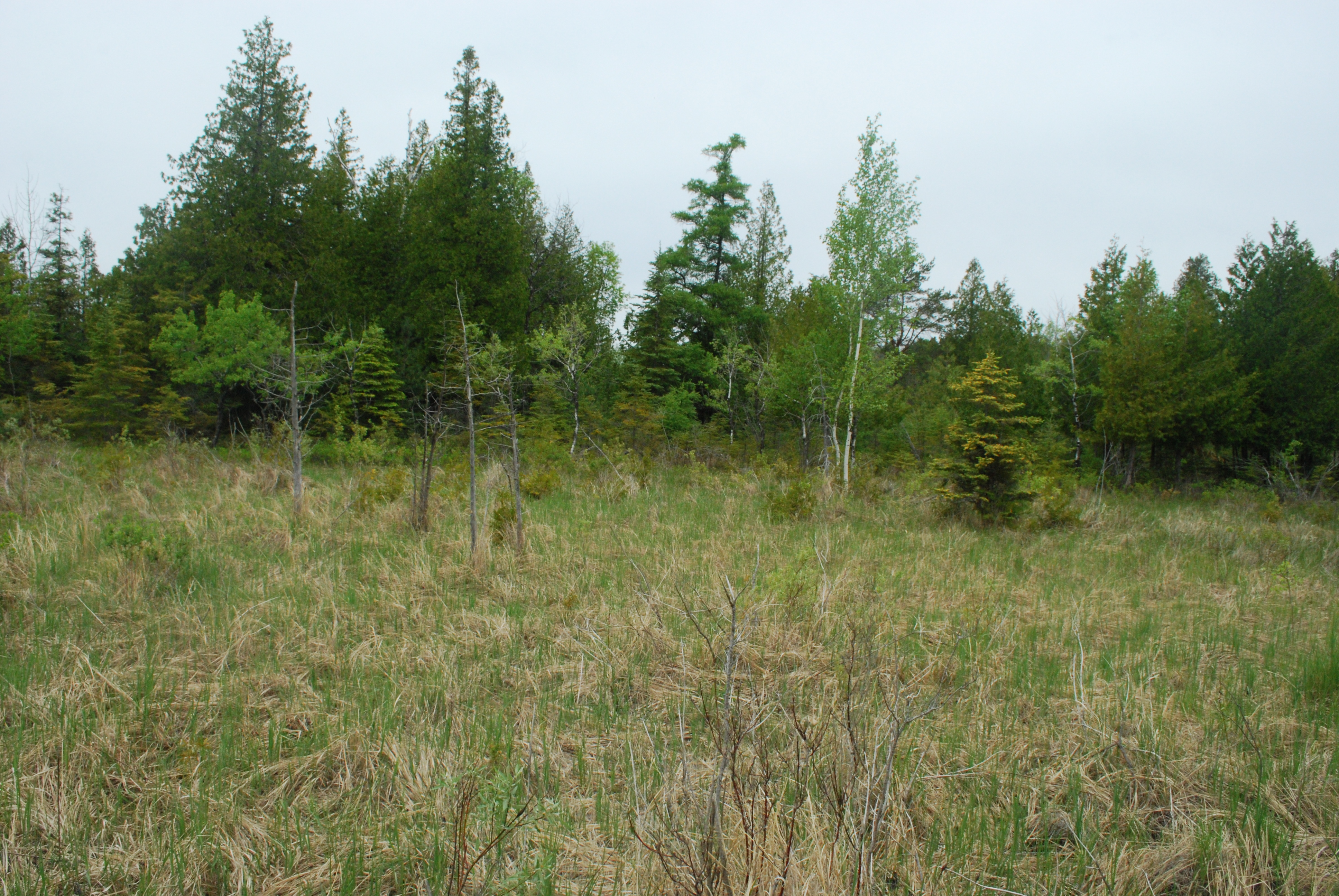
termőhelyén
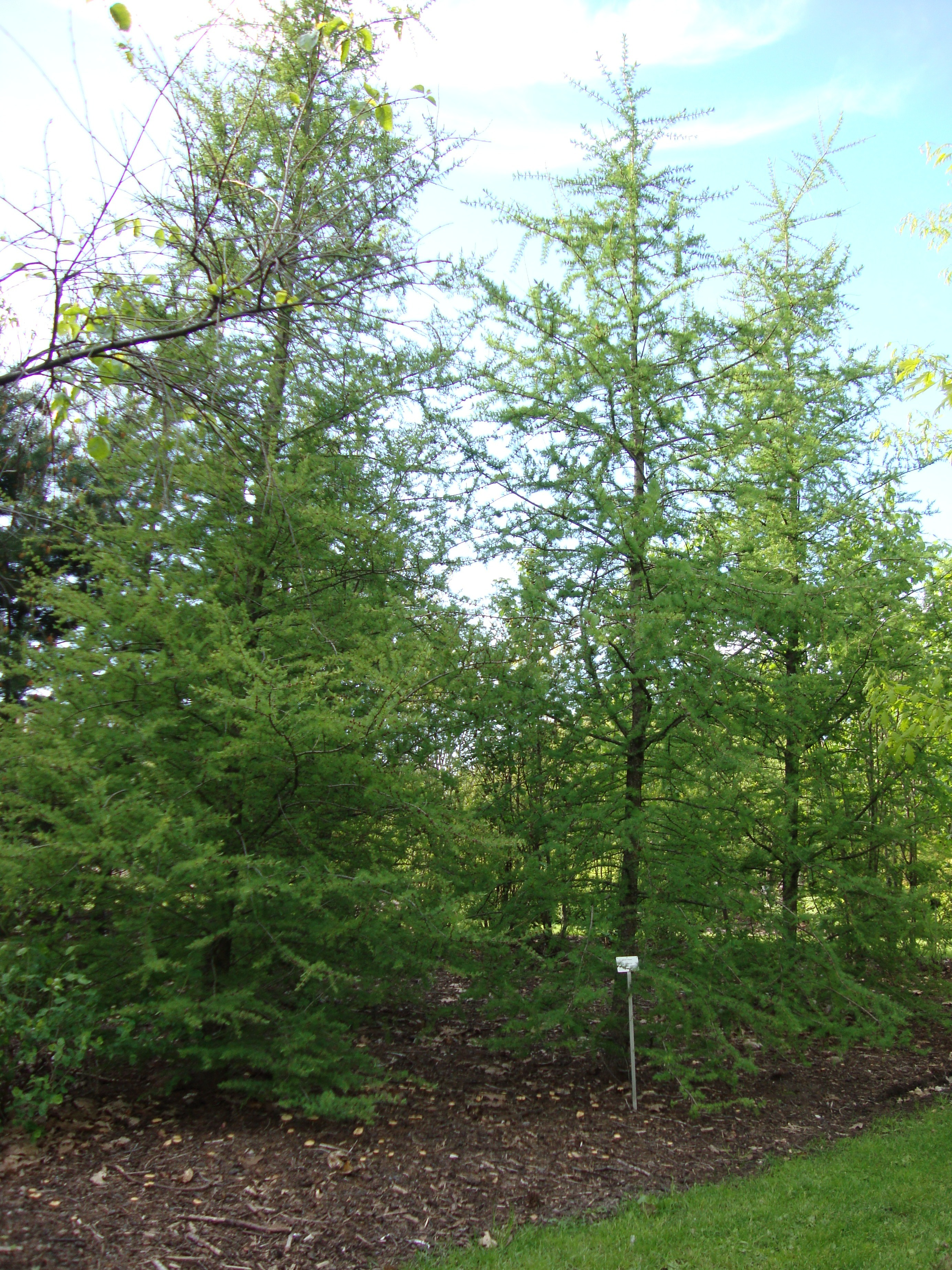
Habitusa
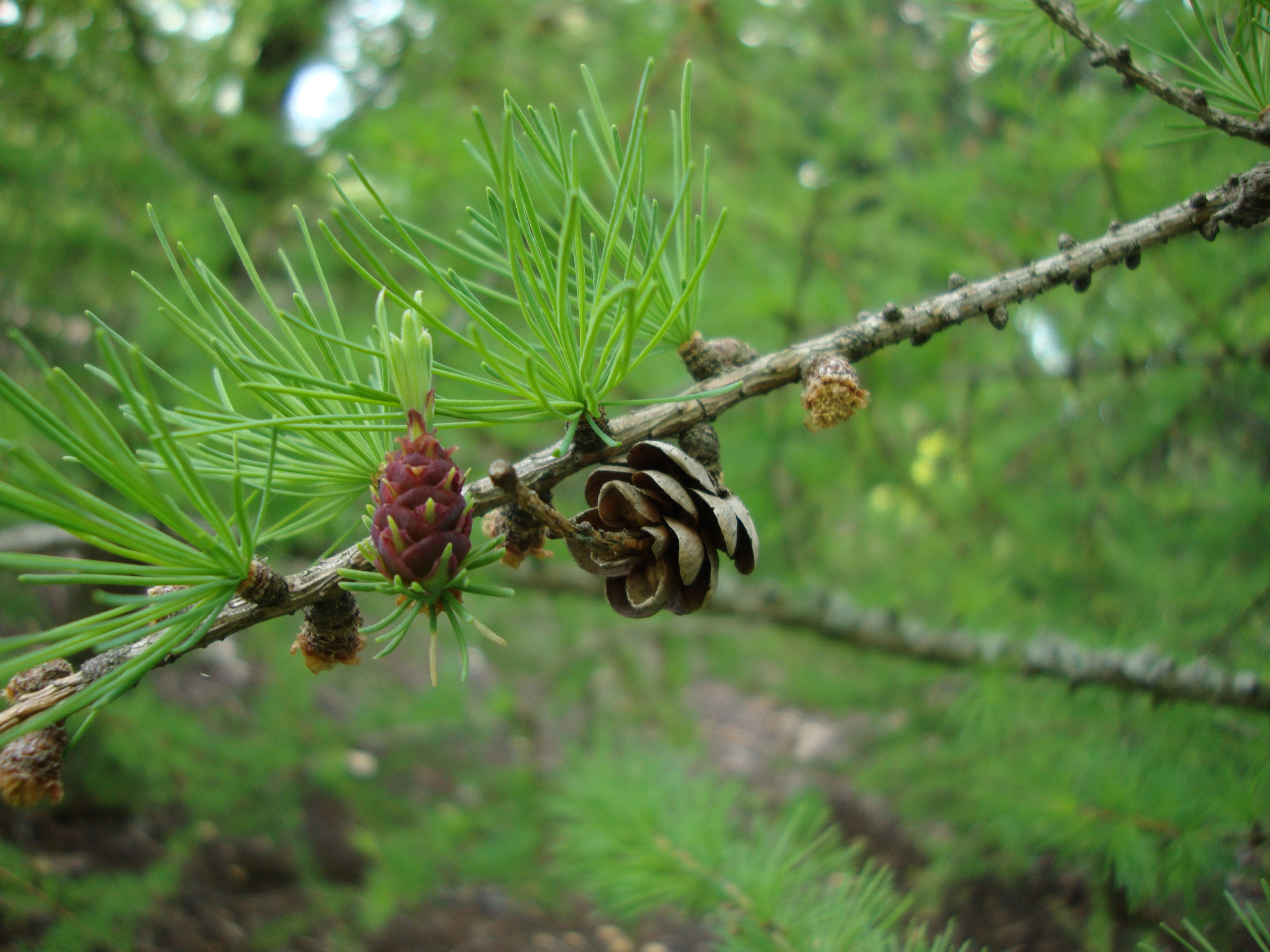
Levelei
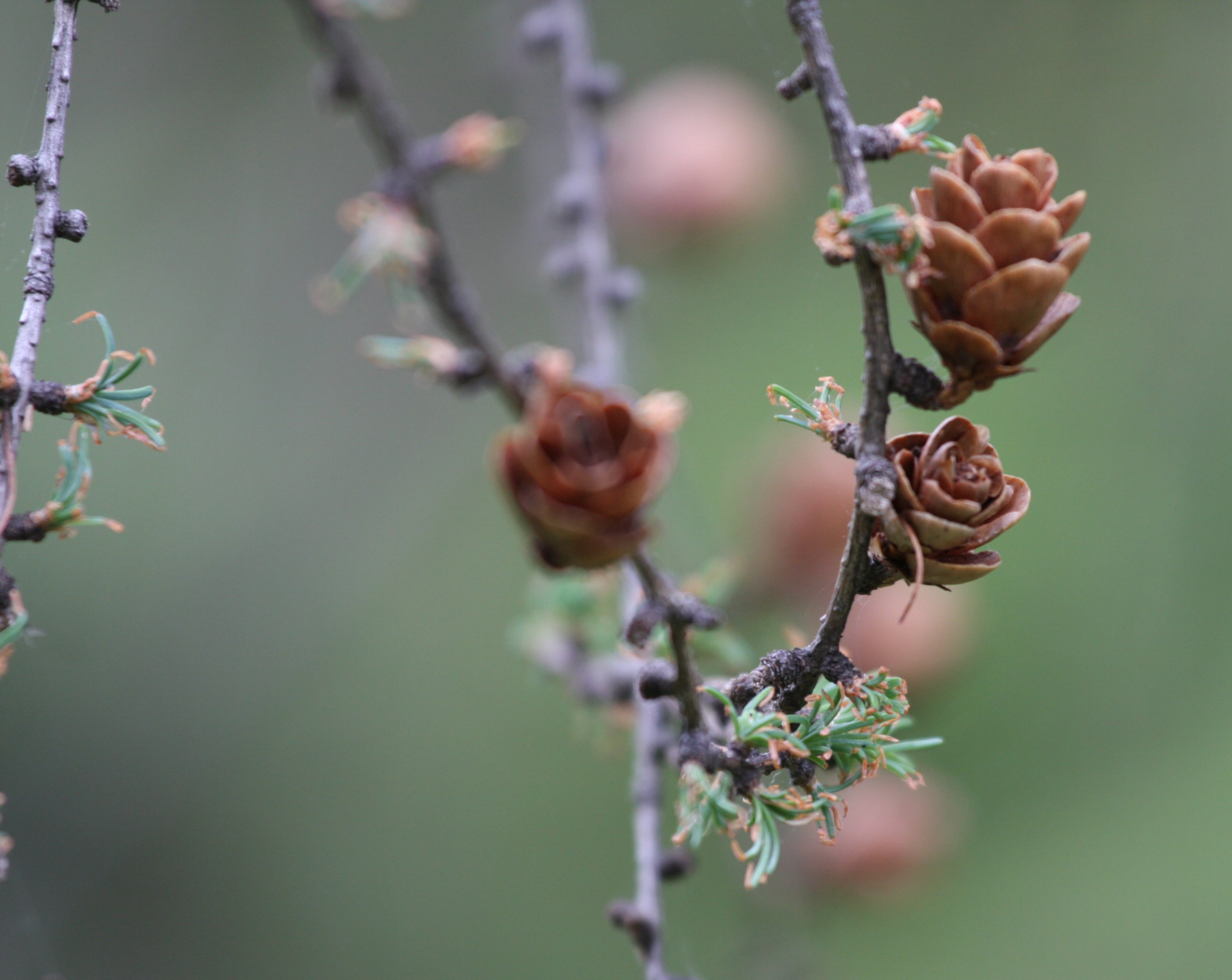
Tobozai
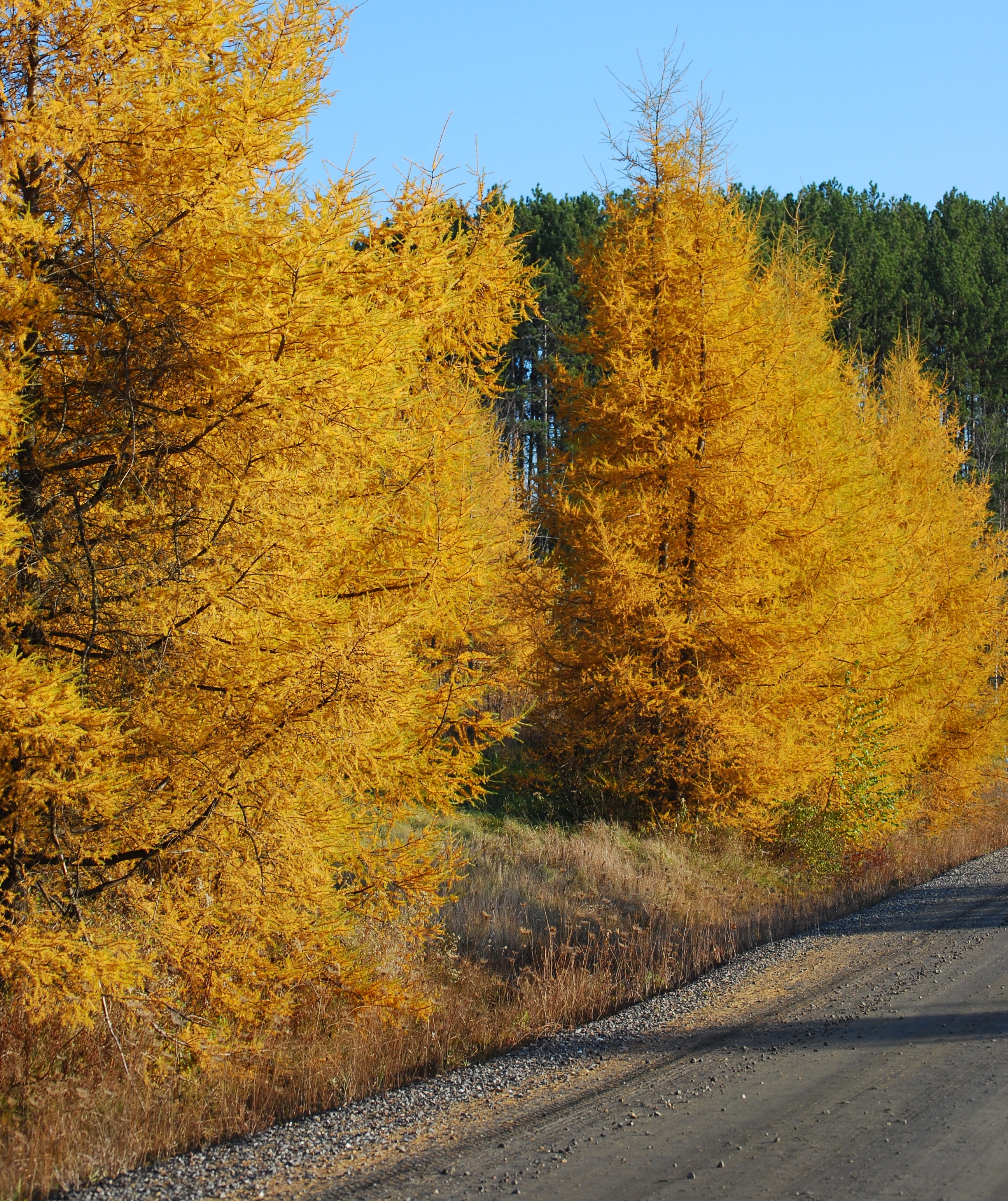
Őszi lombszíne
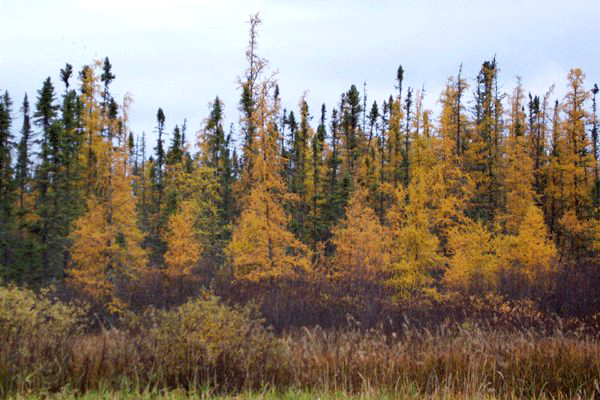
termőhelyén ősszel
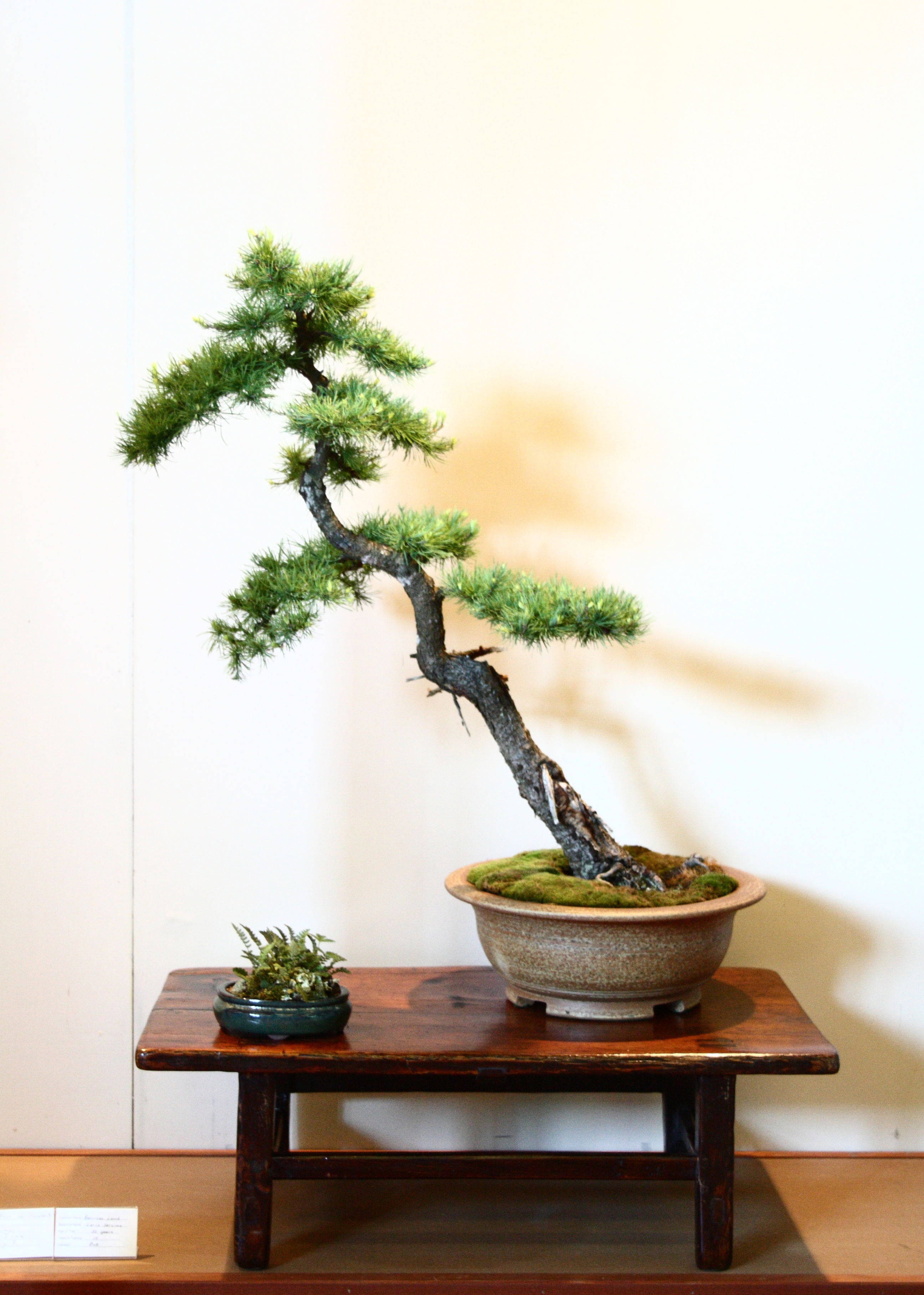
Bonsai-nak nevelve
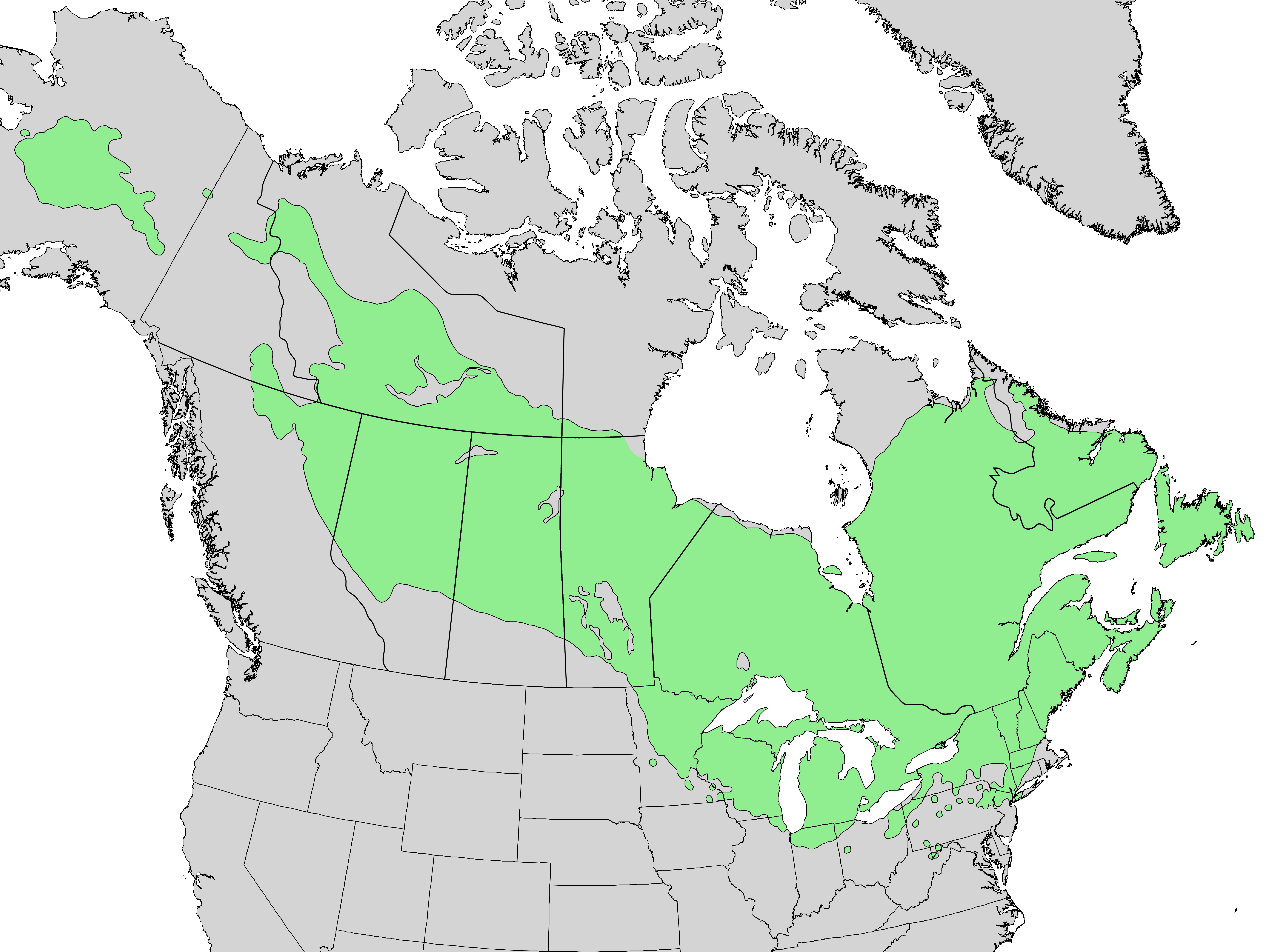
Elterjedése

## Külső hivatkozások
- Elterjedési területe: Bartha Dénes: Dendrológia 10.